# 脇息
脇息（きょうそく）とは、脇に置いてもたれかかるための安楽用具。記紀では几（おしまずき）、奈良時代には挟軾（きょうしょく）と呼ばれた。正倉院に「紫檀木画挟軾」として伝わっているものが古形であり、使用法も身体の前面に置いてもたれかかるものだったが、平安時代以降は脇に置いて片肘をつくための天板光月型、上部に綿を敷き布を張ったものも生まれた。材質には木製の他、紫檀や竹製が使われた。また平板には長方形のものの他、湾曲した形もあった。女性用として引き出しが付いた箱形の「寄懸（よりかかり）」もあった。
平板に四本脚を付けたものが典型的な形で、平板に綿を詰めビロードなどを張ったものがある。主に明治時代まで和室において使用された。時代劇などでは主に貴人（将軍、大名、貴族など）が上座にて使用する光景が見られるが、実際には私室で用いられ、公式の場に置かれることはなかった。現代では料亭や高級旅館などで客用に置かれたり、和室で行われる囲碁・将棋の対局の場でかろうじて、その名残を見ることができる。
御伽草子に収録されている天稚彦草子では、人間の娘が姿を変えられて脇息になる場面がある。

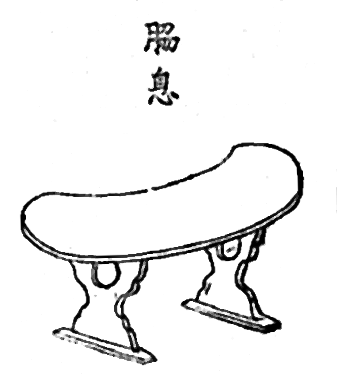
脇息。『和漢三才図会』（1712年）より
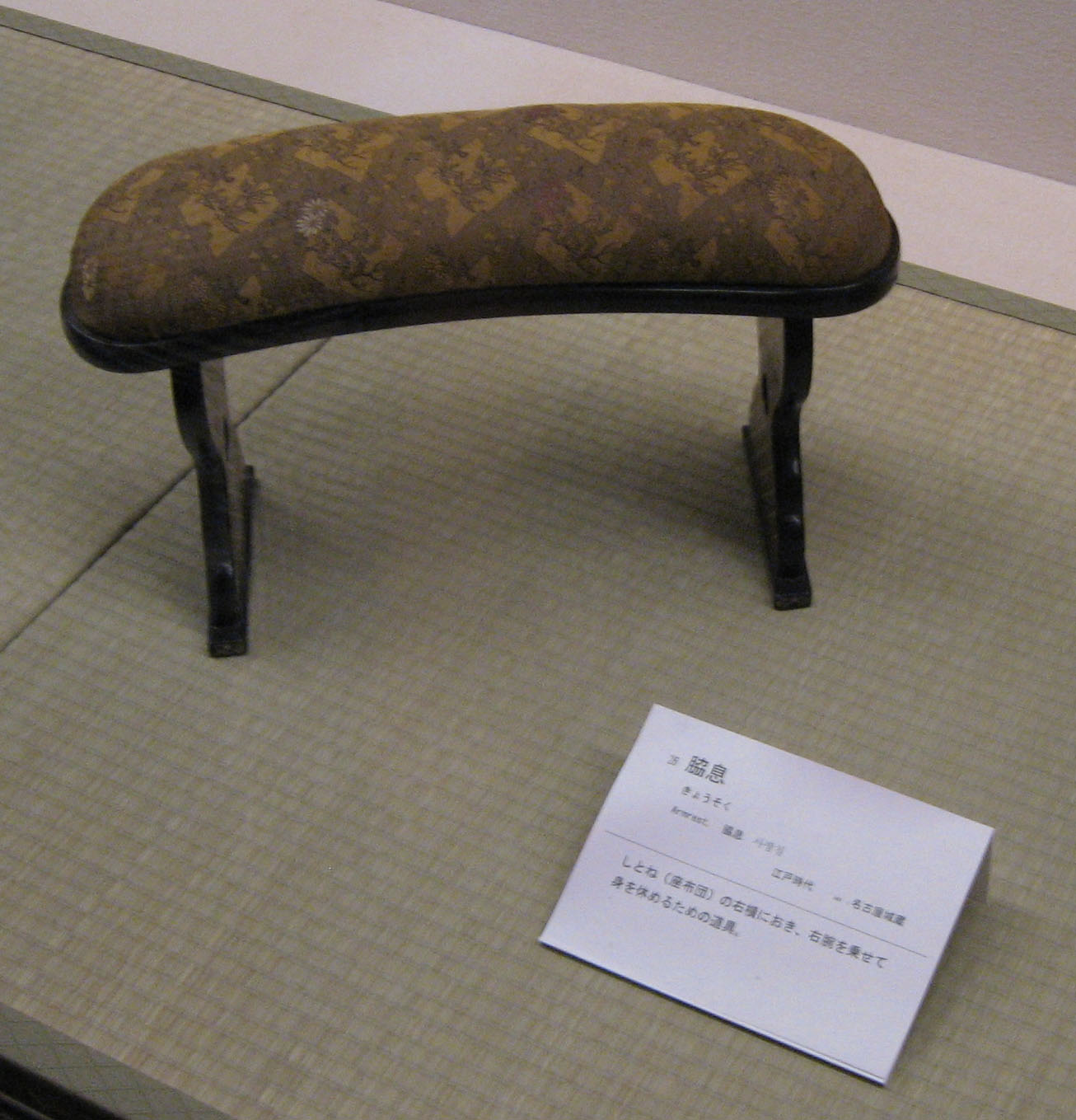
脇息（江戸時代　名古屋城蔵）
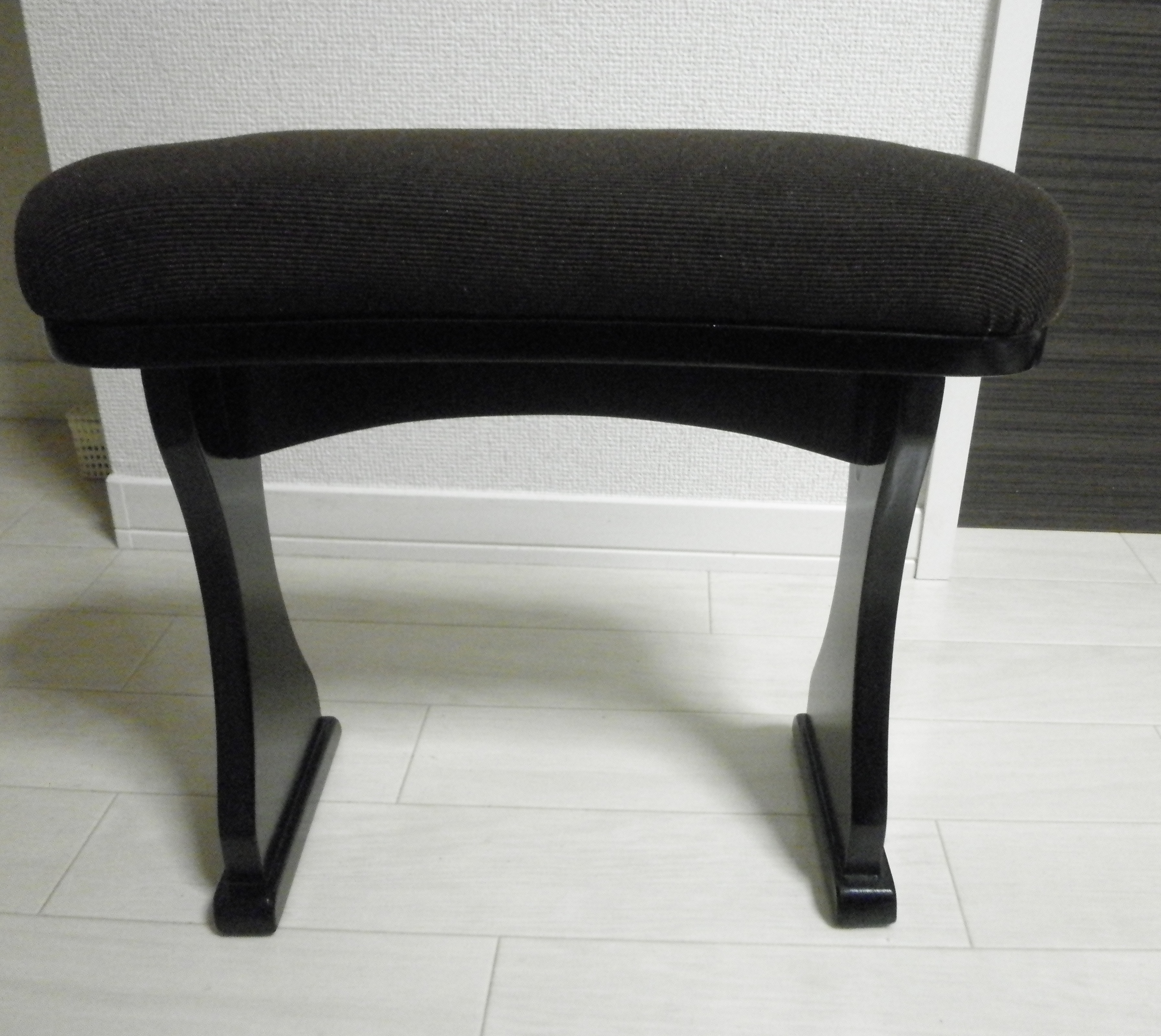
脇息。近年（2000年以降）製作されたもの
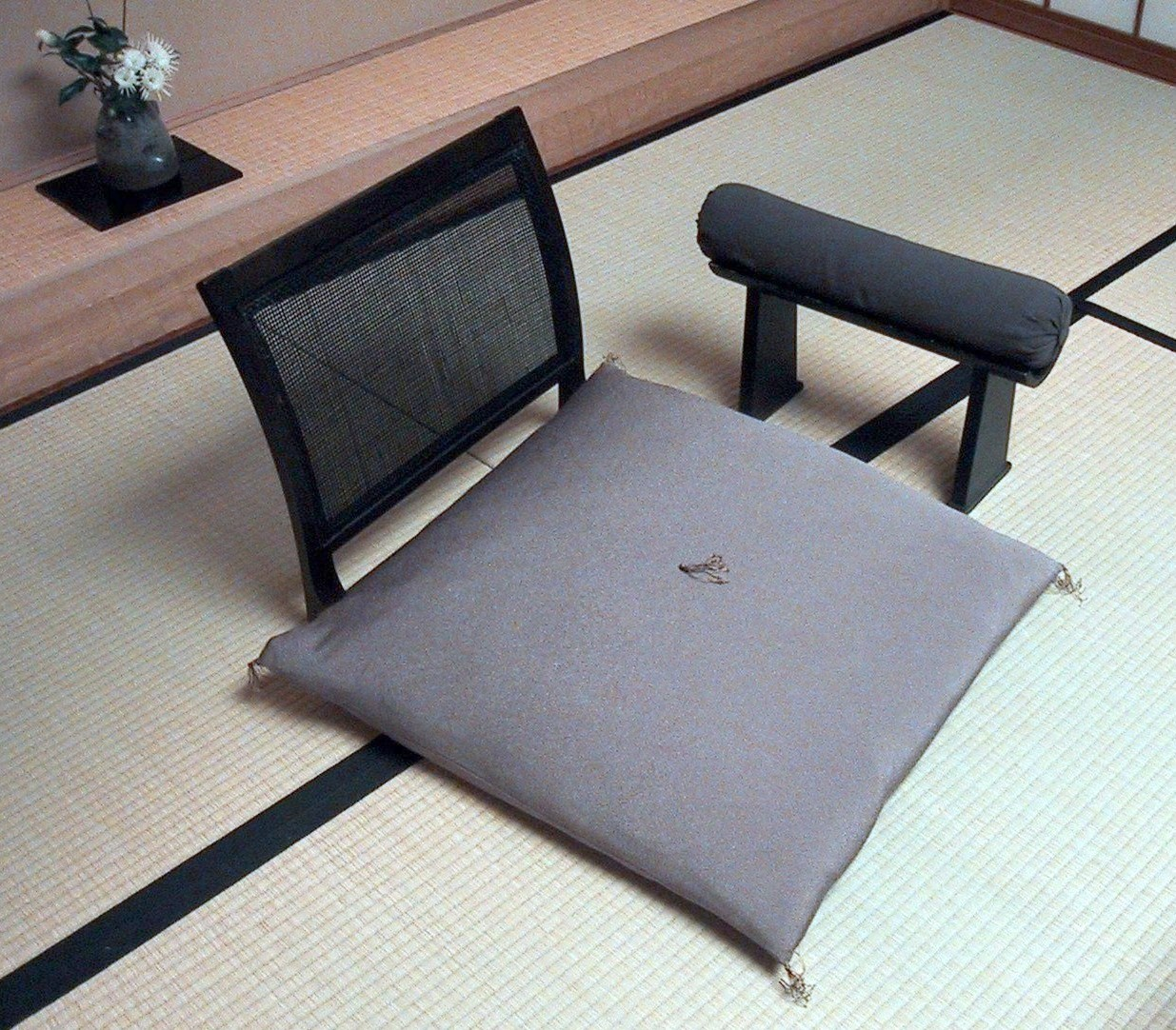
座椅子と座布団と脇息
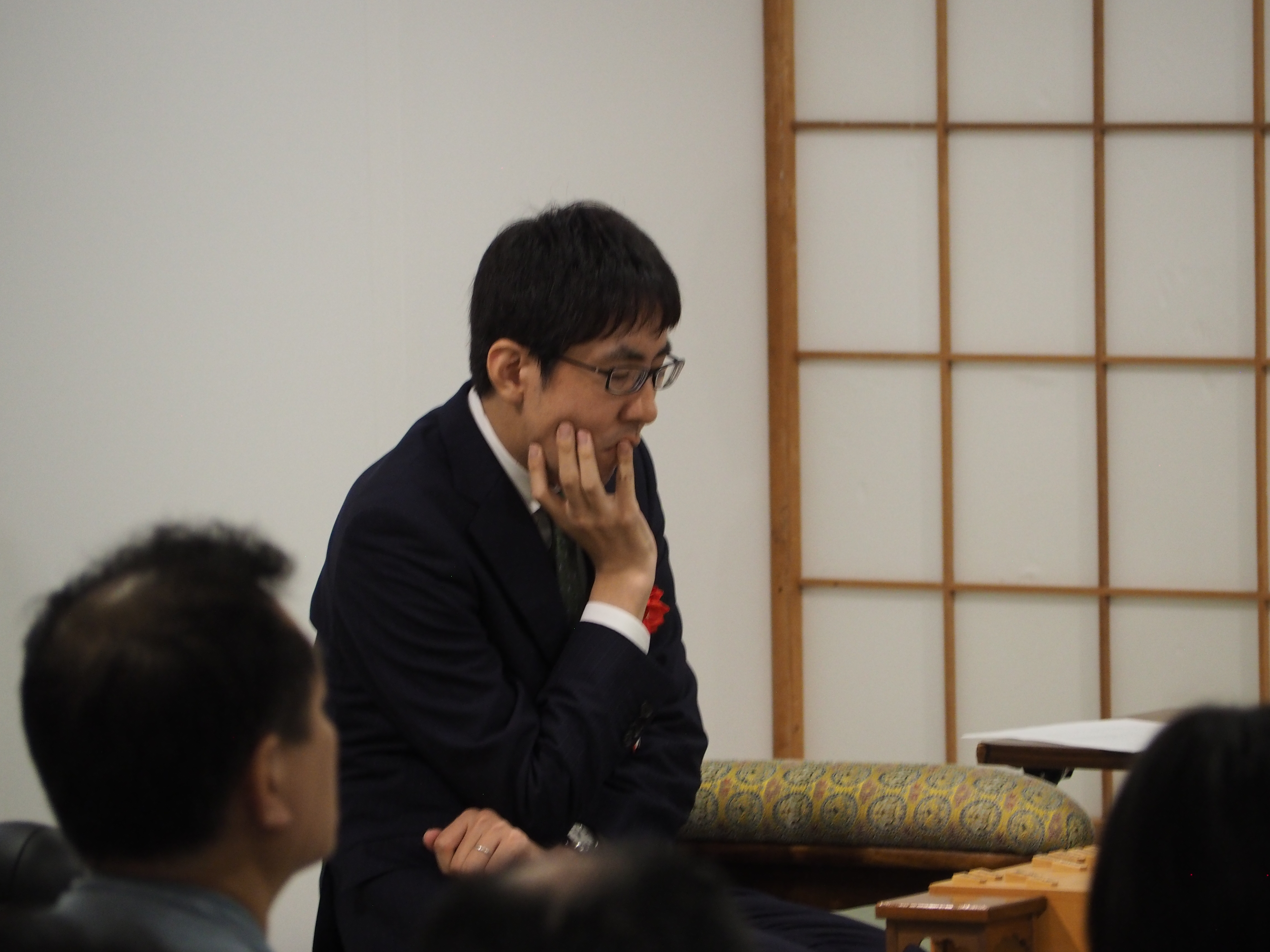
将棋で対局中の広瀬章人と脇息
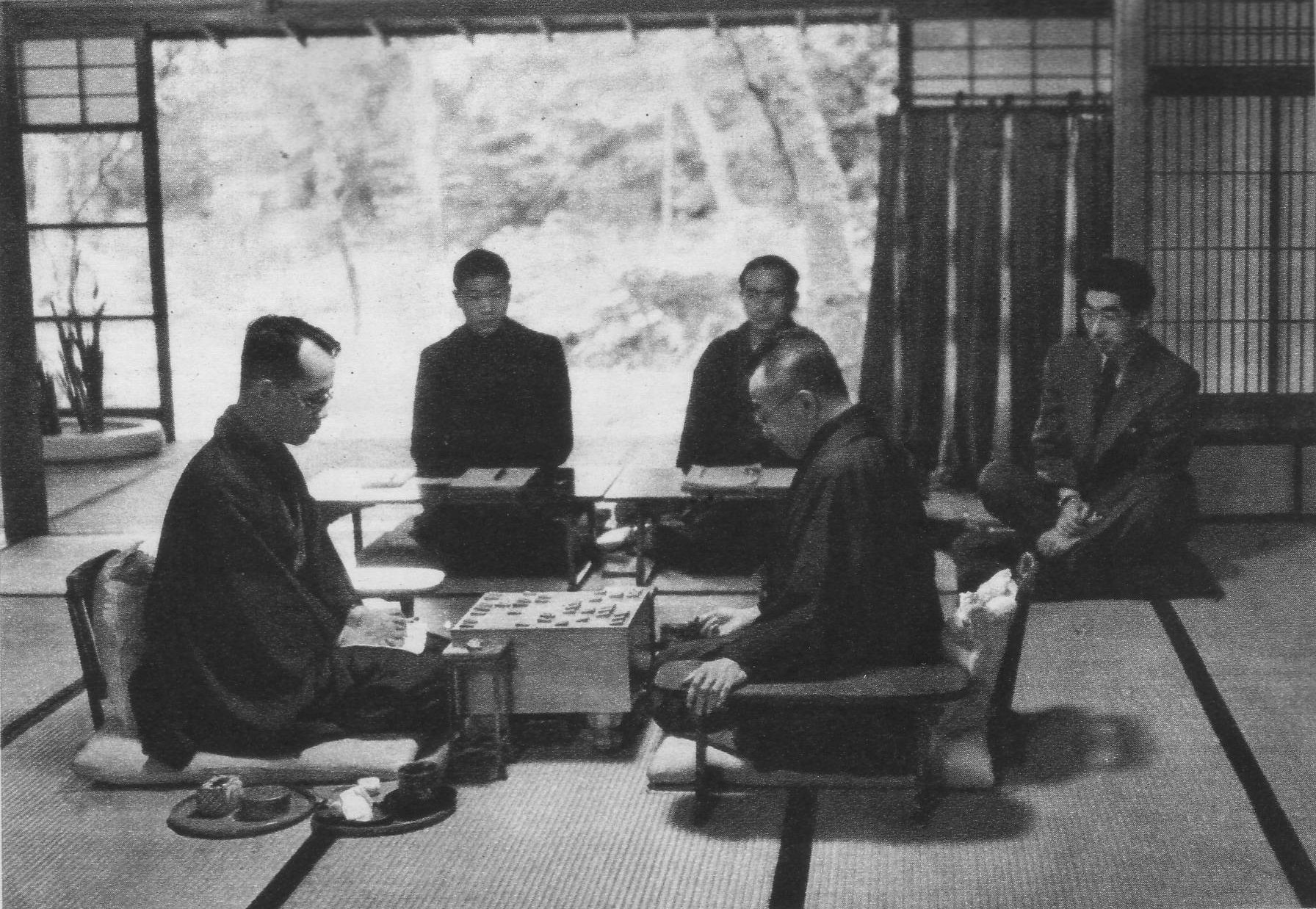
1952年の第11期名人戦第2局。対局する木村義雄（右）と大山康晴（左）の両者が脇息を使っている。観戦しているのは秩父宮雍仁親王。